# San Martín (stacja antarktyczna)
Base Antártica San Martín – argentyńska stacja antarktyczna położona na Wyspie Barry’ego w pobliżu Półwyspu Antarktycznego, nad Zatoką Małgorzaty.
San Martín jest stacją całoroczną, może w niej mieszkać maksymalnie około 20 osób. Założona 21 marca 1951 przez argentyńskiego wojskowego Hernána Pujato. Jej nazwa jest hołdem złożonym bojownikowi o wolność Ameryki Południowej, argentyńskiemu generałowi José de San Martínowi. Motto stacji brzmi „Hombres de voluntad, luchan y vencen desde 1951”. Prowadzi się w niej badania geodezyjne, sejsmologiczne i atmosferyczne. W pobliżu odkryto złoża metali (np. miedź).